# Ossessioni
Ossessioni. Tre racconti e una riflessione è un'antologia che raccoglie tre racconti ed un breve saggio dello scrittore e drammaturgo tedesco Patrick Süskind.

## Trama

### L'assillo della profondità (Der Zwang zur Tiefe, 1976)
Una giovane pittrice è ossessionata da una critica negativa, che la definisce di scarsa profondità. La sua opera e la sua vita comincerà a ruotare completamente intorno alla ricerca della profondità.

### Una sfida (Ein Kampf, 1985)
Nei Giardini del Lussemburgo si svolge una partita scacchistica fra un vecchio maestro dall'aria umile e dimessa ed un giovane sconosciuto, di bella presenza e dotato di un'alterigia affabulante, che avvince il solito crocchio di spettatori, abituati a veder vincere il maestro. Tutti i presenti, vagheggiando una rivalsa a loro stessi mai riuscita, iniziano a seguire la partita favoreggiando in cuor loro il giovane sconosciuto perfino quando dalle sue mosse sconsiderate si intuisce chiaramente una desolante assenza di talento ed esperienza scacchistica. A nulla vale ovviamente la caparbia perseveranza degli astanti nel voler vedere il giovane per quello che non è: giunto infatti al termine del vicolo cieco in cui da solo si era infilato coi suoi grossolani errori, abbatte sdegnosamente il proprio re in segno di resa e abbandona la scena. Delusi, gli spettatori si rassegnano all'ennesima vittoria del maestro, che, riflettendo, si rende conto di aver consentito che la partita durasse così a lungo solo perché egli stesso era rimasto abbagliato dalla smisurata autoconsiderazione che promanava il suo giovane avversario per il suo aspetto esteriore e per il suo linguaggio corporeo; infine confessa a sé stesso di aver sperato in una sconfitta che lo liberasse finalmente dall'invidia degli altri e dalla sua segregazione nel ruolo di "eterno vincitore".

### Il testamento di Maître Mussard (Das Vermächtnis des Maître Mussard), 1986
"[...] il mondo, ti dico, è una conchiglia che si chiude senza pietà".
Il Maestro Orefice Jean-Jacques Mussard, illuminatosi intellettualmente nei salotti più importanti di Parigi, ed ora ritiratosi dalla sua attività, scrive testamento quasi paralizzato nel letto nella sua dimora di Passy. Il testamento in realtà altro non è che la rivelazione che egli fa a un futuro e sconosciuto lettore riguardo ad una scopertà sconvolgente ottenuta dopo anni di studi e di ricerche. Si tratta di un terribile e ineluttabile fenomeno di "conchilizzazione" della realtà fisica: vale a dire un processo di pietrificazione a forma di conchiglia cui tutto il mondo, l'universo, e persino l'uomo sarebbero sottoposti senza possibilità di scampo. Non soltanto il sottosuolo della terra sarebbe ormai quasi del tutto corroso da conchiglie, ma anche gli uomini che invecchiano possono avvertire su di sé l'effetto della conchilizzazione che Mussard individuerebbe ad esempio nell'irrigidimento del proprio corpo in decadenza per via del passare naturale degli anni. Ma al di là delle sue ricerche scientifiche, conclude ormai in procinto di morire, lui stesso è stato testimone di una meravigliosa e terribile visione in giardino poco prima di ammalarsi: una grande conchiglia, elevatasi a vera e propria entità metafisica, che con le sue valve immense avvolge il mondo.

## Edizioni
- Patrick Süskind, Ossessioni, traduzione di Laura Pignatti, collana La gaja scienza, Longanesi, 2007,  p. 60, ISBN 978-88-304-2432-6.